# سلیم فورب
سلیم فورب (نام علمی: Charadrius forbesi) نام یک گونه از سرده سلیم‌های طوق‌دار است.